# Уряд Беати Шидло
Уряд Беати Шидло — польський уряд прем'єр-міністра Беати Шидло, що діяв з 16 листопада 2015 року по 11 грудня 2017 року. Після парламентських виборів 13 листопада 2015 року президент Анджей Дуда призначив представницю парламентської політичної партії Право і справедливість (PiS) Беату Шидло прем'єр-міністром країни, доручивши їй сформувати новий склад уряду. Згідно з Конституцією Польщі, новий уряд повинен отримати вотум довіри з боку Сейму. 16 листопада 2015 року новий уряд було приведено до присяги.

## Кабінет міністрів
| - Право і справедливість (PiS) | 15 |
| - Польща разом (PR)            | 1  |
| - Об'єднана Польща (SP)        | 2  |
| - Незалежні                    | 5  |

| Логотип                                 | Міністерство                                                                                              | Міністр                                     | Фото            | Час на посаді     | Час на посаді   | Партія     | Партія     | Вебсайт                                         |
| --------------------------------------- | --- | ------------------------------------------- | --------------- | ----------------- | --------------- | ---------- | ---------- | ----------------------------------------------- |
|                                         | Міністерство внутрішніх справ та управління (Ministerstwo Spraw Wewnętrznych i Administracji)             | Маріуш Блащак (Mariusz Blaszczak)           |                 | 16 листопада 2015 | 11 грудня 2017  |            | PiS        | [Архівовано 19 січня 2018 у Wayback Machine.]   |
|                                         | Міністерство державної скарбниці (Ministerstwo Skarbu Państwa)                                            | Давид Яцкевич (Dawid Jackiewicz)            |                 | 16 листопада 2015 | 15 вересня 2016 |            | PiS        |                                                 |
| Генрік Ковальчик (Henryk Kowalczyk)     | Міністерство державної скарбниці (Ministerstwo Skarbu Państwa)                                            |                                             | 15 вересня 2016 | 31 березня 2017   |                 | PiS        |            |                                                 |
|                                         | Міністерство екології (Ministerstwo Środowiska)                                                           | Ян Шишко (Jan Szyszko)                      |                 | 16 листопада 2015 | 11 грудня 2017  |            | PiS        |                                                 |
|                                         | Міністерство енергетики (Ministerstwo Energii)                                                            | Кшиштоф Тхожевський (Krzysztof Tchorzewski) |                 | 1 грудня 2015     | 11 грудня 2017  |            | PiS        | [Архівовано 8 січня 2018 у Wayback Machine.]    |
|                                         | Міністерство закордонних справ (Ministerstwo Spraw Zagranicznych)                                         | Вітольд Ващиковський (Witold Waszczykowski) |                 | 16 листопада 2015 | 11 грудня 2017  |            | PiS        | [Архівовано 13 травня 2011 у Wayback Machine.]  |
|                                         | Міністерство інфраструктури та будівництва (Ministerstwo Infrastruktury i Rozwoju)                        | Анджей Адамчук (Andrzej Adamczyk)           |                 | 16 листопада 2015 | 11 грудня 2017  |            | PiS        | [Архівовано 11 січня 2018 у Wayback Machine.]   |
|                                         | Міністерство культури та національної спадщини (Ministerstwo Kultury i Dziedzictwa Narodowego)            | Пйотр Глинський (Piotr Glinski)             |                 | 16 листопада 2015 | 11 грудня 2017  |            | PiS        | [Архівовано 10 січня 2018 у Wayback Machine.]   |
|                                         | Міністерство морської економіки та внутрішніх водних шляхів сполучення (Ministerstwo Gospodarki Morskiej) | Марек Гробарчик (Marek Grobarczyk)          |                 | 16 листопада 2015 | 11 грудня 2017  |            | PiS        | [Архівовано 3 січня 2018 у Wayback Machine.]    |
|                                         | Міністерство науки і вищої освіти (Ministerstwo Nauki i Szkolnictwa Wyższego)                             | Ярослав Говін (Jaroslaw Gowin)              |                 | 16 листопада 2015 | 11 грудня 2017  |            | PR         |                                                 |
|                                         | Міністерство оборони (Ministerstwo Obrony Narodowej)                                                      | Антоній Мацеревич (Antoni Macierewicz)      |                 | 16 листопада 2015 | 11 грудня 2017  |            | PiS        | [Архівовано 10 січня 2018 у Wayback Machine.]   |
|                                         | Міністерство освіти (Ministerstwo Edukacji Narodowej)                                                     | Анна Залевська (Anna Zalewska)              |                 | 16 листопада 2015 | 11 грудня 2017  |            | PiS        | [Архівовано 11 січня 2018 у Wayback Machine.]   |
|                                         | Міністерство охорони здоров'я (Ministerstwo Zdrowia)                                                      | Константин Радзивіл (Konstanty Radziwill)   |                 | 16 листопада 2015 | 11 грудня 2017  |            | незалежний | [Архівовано 16 січня 2018 у Wayback Machine.]   |
|                                         | Міністерство цифровізації (Ministerstwo Cyfryzacji)                                                       | Анна Стрежинська (Anna Strezynska)          |                 | 16 листопада 2015 | 11 грудня 2017  |            | незалежна  | [недоступне посилання з жовтня 2019]            |
|                                         | Міністерство розвитку (Ministerstwo Rozwoju)                                                              | Матеуш Моравецький (Mateusz Morawiecki)     |                 | 16 листопада 2015 | 11 грудня 2017  |            | незалежний | [Архівовано 11 січня 2018 у Wayback Machine.]   |
|                                         | Міністерство спорту і туризму (Ministerstwo Sportu i Turystyki)                                           | Вітольд Банька (Witold Banka)               |                 | 16 листопада 2015 | 11 грудня 2017  |            | незалежний | [Архівовано 28 травня 2017 у Wayback Machine.]  |
|                                         | Міністерство сільського господарства і розвитку сел (Ministerstwo Rolnictwa i Rozwoju Wsi)                | Кшиштоф Юргель (Krzysztof Jurgiel)          |                 | 16 листопада 2015 | 11 грудня 2017  |            | PiS        | [Архівовано 15 січня 2018 у Wayback Machine.]   |
|                                         | Міністерство сім'ї, праці та соціальної політики (Ministerstwo Rodziny, Pracy i Polityki Społecznej)      | Еліжбета Рафальська (Elzbieta Rafalska)     |                 | 16 листопада 2015 | 11 грудня 2017  |            | PiS        | [Архівовано 10 січня 2018 у Wayback Machine.]   |
|                                         | Міністерство фінансів (Ministerstwo Finansów)                                                             | Павел Шаламаха (Pawel Szalamacha)           |                 | 16 листопада 2015 | 28 вересня 2016 |            | незалежний | [Архівовано 20 вересня 2012 у Wayback Machine.] |
| Матеуш Моравецький (Mateusz Morawiecki) | Міністерство фінансів (Ministerstwo Finansów)                                                             |                                             | 28 вересня 2016 | 11 грудня 2017    |                 | незалежний |            | [Архівовано 20 вересня 2012 у Wayback Machine.] |
|                                         | Міністерство юстиції (Ministerstwo Sprawiedliwości)                                                       | Збігнєв Зьобро (Zbigniew Ziobro)            |                 | 16 листопада 2015 | 11 грудня 2017  |            | SP         | [Архівовано 3 квітня 2015 у Wayback Machine.]   |
|                                         | Міністр без портфеля і координатор таємних служб (Minister bez teki)                                      | Маріуш Камінський (Mariusz Kamiński)        |                 | 16 листопада 2015 | 11 грудня 2017  |            | PiS        |                                                 |
|                                         | Міністр без портфеля і голова постійного комітету уряду (Minister bez teki)                               | Генрік Ковальчик (Henryk Kowalczyk)         |                 | 16 листопада 2015 | 11 грудня 2017  |            | PiS        |                                                 |
|                                         | Міністр без портфеля і голова політичного кабінету голови уряду (Minister bez teki)                       | Еліжбета Вітекова (Elżbieta Witeková)       |                 | 16 листопада 2015 | 11 грудня 2017  |            | PiS        |                                                 |
|                                         | Голова Офісу прем'єр-міністра (Kancelaria Prezesa Rady Ministrów Rzeczypospolitej Polskiej)               | Беата Кемпа (Beata Kempa)                   |                 | 16 листопада 2015 | 11 грудня 2017  |            | SP         | [Архівовано 31 жовтня 2020 у Wayback Machine.]  |